# Atkász bödice
Az atkász bödice (Stethorus pusillus) a katicabogárfélék családjába tartozó, Eurázsiában és Észak-Amerikában honos, különféle atkákkal táplálkozó bogárfaj.

## Megjelenése
Az atkász bödice testhossza 1,3-1,5 mm; az egyik legkisebb európai katicabogárféle. Teste felülről széles, tagolatlan ovális alakú. Egész teste fényes fekete, lábai és csápjai halványnarancstól a sötétbarnáig terjednek, szájszervei halványak. Felső felületét világos, felálló szőrök borítják, amelyek nem állnak össze mintázatba és a rovar hátsó részén hátrafelé simulnak. Feje lapos és finoman, de nem túl sűrűn pontozott; szemei nagyok, oválisak. Végük felé vastagodó csápjai rövidek, csak kicsit hosszabbak a szemek közötti távolságnál. Előtora erősen domború, legszélesebb a hátsó perem kifejezett sarkainál és fokozatosan, ívesen keskenyedik az első perem felé. Az előtor és a szárnyfedő felszíne egyenletesen és finoman pontozott. 

## Elterjedése
Eurázsiában honos Nyugat-Európától egészen Japánig. Európában általánosan elterjedt, helyenként gyakori. A biológiai növényvédelemben különféle atkafertőzések (pl. közönséges takácsatka) ellen vetik be és ennek következtében az Egyesült Államokban és Kanadában kivadult.   

## Életmódja
Különféle élőhelyeken fordul elő, leginkább lombhullató erdőkben, cserjésekben, parkokban, gyümölcsösökben. Galagonyán, kökényen, gyümölcsfákon gyakori lehet. 
Az imágókkal kora tavasztól őszig (leggyakrabban júniustól szeptemberig) lehet találkozni. A telet kéregrepedésekben vagy az avarban vészelik át. Tavasszal és nyáron párzanak. Mind a felnőttek, mind a lárvák ragadozók, főleg különféle atkákkal, esetleg kis levéltetvekkel, más rovarokkal táplálkoznak. A mérsékelt övi éghajlat alatt valószínűleg évente egy nemzedéke nő fel. 
Mesterséges körülmények között tenyésztve, ideális környezetben a petéből három hét alatt imágó fejlődik; egész élettartama is csak kb. 65 nap. Kikelésük után az első táplálkozást követően párzanak. A nőstények kis csomókban naponta max. 13 petét raknak, összesen átlagosan 150-et. A petékből 5 nap múlva kikelnek a lárvák, amelyek azonnal zsákmány után néznek. Két hetet és négy vedlést követően - mialatt akár 240 atkát is megehetnek - a levelek alján bebábozódnak. A bábból 6-8 nap múlva bújnak elő az imágók. 

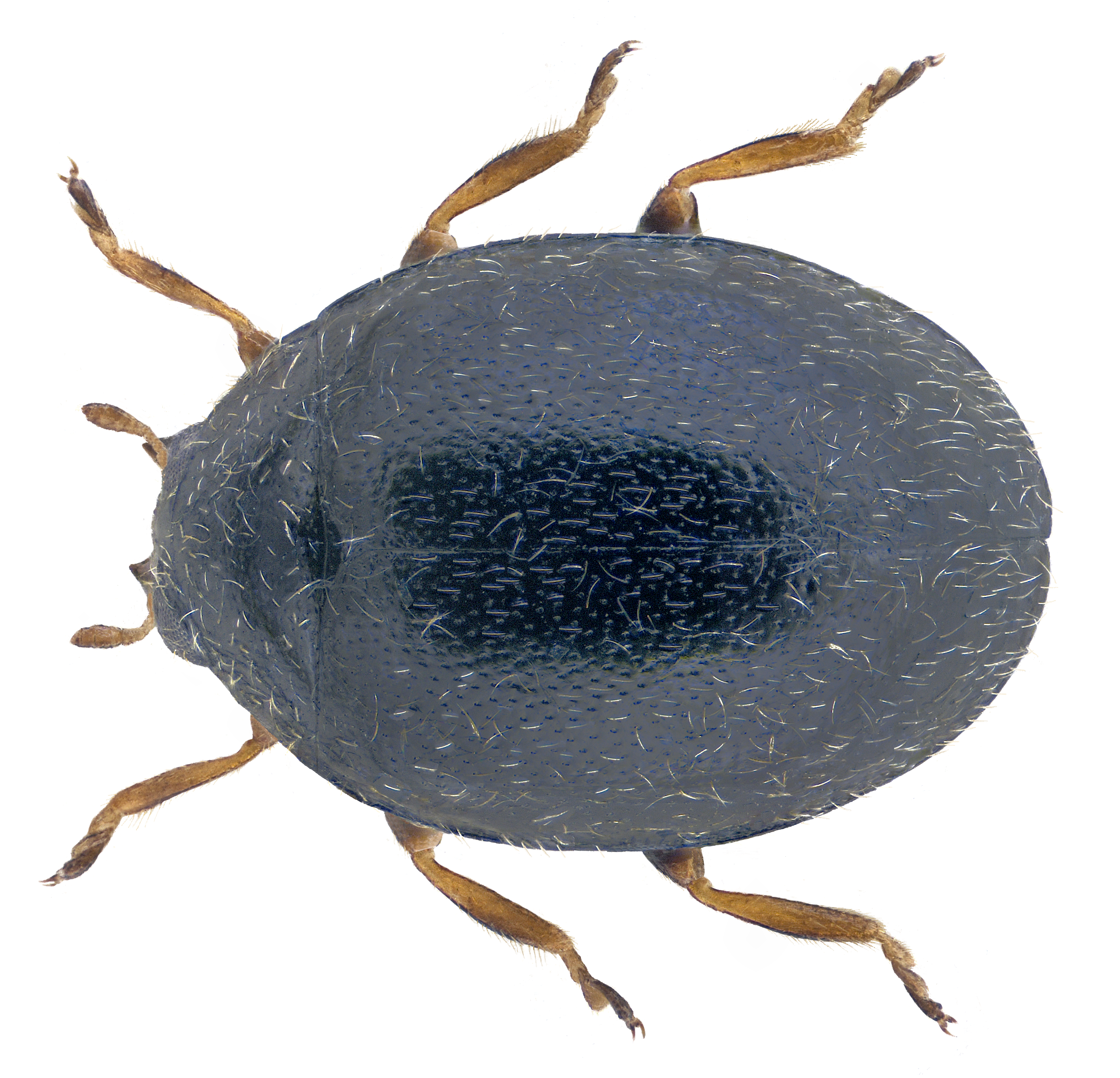

Magyarországon nem védett.